# 亞歷山大·迪邁納
亞歷山大·迪邁納（法語：Alexandre Dumaine，法語發音：[alɛksɑ̃dʁ dymɛn]；1895年8月26日—1974年4月2日）出生於法國勃艮第-弗朗什-孔泰大区索恩-卢瓦尔省的迪關，是二十世紀著名的法式料理廚師。

## 生平
亞歷山大·迪邁納在1907年十二歲那一年，就前往帕赖勒莫尼亚勒的Hôtel de la Poste擔任學徒，和許多廚師一樣歷經多個酒店工作；之後是坎城卡爾頓洲際酒店，而後前往巴黎，在利奧波德·穆里埃的巴黎咖啡館（法語：Café de Paris），獲得完整的廚師培訓。第一次世界大戰爆發後，1914年他入伍成為砲兵團的隨團廚師，一次世界大戰結束之後，亞歷山大·迪邁納獲頒戰爭十字勳章，大西洋海運公司的總裁約翰·達爾·皮亞茲（法語：John Dal Piaz）看重亞歷山大·迪邁納的廚藝，聘僱他掌理北非的餐廳經營。
1932年的亞歷山大·迪邁納，已經在阿爾及利亞過了十年的生活，他懷念家鄉法國的生活，因此回到勃艮第的索略，買下Hostellerie de la Côte d'Or經營餐廳和酒店事業，三年後1935年獲得米其林指南三星評鑑，當時和費爾南·普安、安德烈·皮克（法語：André Pic，1893年-1984年）並稱法國三大名廚，因此他擁有許多著名的常客：阿方索十三世、阿爾方斯·朱安、阿迦汗、蘭尼埃三世、巴黎伯爵亨利六世、薩沙·吉特里、奧森·威爾斯、欧内斯特·海明威、艾迪特·皮雅芙、科萊特、費南代爾、莫里斯·舍瓦利耶、查理·卓别林、費雯·麗、賈利·古柏、薩爾瓦多·達利。

### 退休和轉手經營
1963年10月亞歷山大·迪邁納從廚房退休，弗朗索瓦·米諾（法語：François Minot）接替了他在Hostellerie de la Côte d'Or的餐廳經營，易手後弗朗索瓦·邁諾特也有米其林指南二星評鑑的水準，1975年克洛德·韦尔热（法語：Claude Verger）接手Hostellerie de la Côte d'Or經營權，並委請年輕廚師貝爾納·盧瓦索負責掌廚，這位主廚經營七年之後收購這家餐廳，並且在1991年的時候，重新獲得米其林評鑑三星評鑑，在他手中也將餐廳酒館加入羅萊夏朵聯盟，贝尔纳·卢瓦索去世之後，他的妻子多米尼克·卢瓦索繼續經營這家餐廳，後來交給帕特里克·贝特龙經營，目前為米其林指南二星評鑑。